# Luxemburgo en los Juegos Olímpicos de la Juventud 2018
Luxemburgo compitió en los Juegos Olímpicos de la Juventud 2018 en Buenos Aires, Argentina, celebrados entre el 6 y el 18 de octubre de 2018. Obtuvo una medalla de plata en las justas olímpicas.

## Medallero
| Medalla       | Oro | Plata | Bronce | Total |
| ------------- | --- | ----- | ------ | ----- |
| Total oficial | 0   | 1     | 0      | 1     |

## Disciplinas

### Ciclismo
Luxemburgo clasificó dos equipos en función de su clasificación en el Ranking de Naciones de los Juegos Olímpicos Juveniles.
- Equipo masculino - 1 equipo de 2 atletas
- Equipo femenino - 1 equipo de 2 atletas

### Triatlón
Luxemburgo clasificó a un atleta por su desempeño en el Clasificatorio Europeo para los Juegos Olímpicos de la Juventud 2018.

- Individual femenino - 1 plaza